# James Greenlief Brown
James Greenlief Brown  (Saint-Clair,  Michigan, 21 de novembro de 1880 — 1 de abril de 1954) foi um botânico norte-americano.
Era filho de George Simeon Brown e de Ida Evely. Obteve seu bacharelato em ciências na Universidade de Chicago em  1916, seu mestrado em ciências em 1917, e seu doutorado em 1925. Casou-se com Clara May MacNeil em 5 de junho de 1912.
Foi assistente de laboratório da universidade de Chicago entre  1907 e 1908. Entre 1909 e 1911 tornou-se assistente investigador do Carnegie Desert Laboratory de Tucson; de 1909 a 1915 foi instrutor de biologia da Universidade do Arizona; de 1916 a 1919 foi professor assistente de biologia e, finalmente, professor de patologia vegetal de um centro agrícola, que também dirigiu a partir de 1922.
Foi membro da Sociedade Americana para o Avanço da Ciência e de diversas outras sociedades científicas, e é o autor de Crown Gall on Conifers. Interessou-se principalmente pelas galhas (tumores vegetais) e os meios de luta contra eles.

## Fonte
- Allen G. Debus (dir.) (1968). World Who’s Who in Science. A Biographical Dictionary of Notable Scientists from Antiquity to the Present. Marquis-Who’s Who (Chicago) : xvi + 1855 p.